# 메가와티 수카르노푸트리
메가와티 수카르노푸트리(인도네시아어: Megawati Soekarnoputri, 문화어: 메가와띠 수카르노뿌뜨리, 1947년 1월 23일 ~ )는 인도네시아의 정치인 가문이자, 정치인이다. 인도네시아의 제5대 대통령이자 인도네시아 최초의 여성 대통령이다. 인도네시아의 초대 대통령이었던 수카르노의 딸이며, 민주항쟁당의 전 총재이다. 2001년 압두라만 와힛 대통령의 탄핵으로 그의 잔여 임기인 2004년까지  인도네시아의 대통령으로 있었다.

## 역대 선거 결과
| 선거명      | 직책명              | 대수 | 정당       | 1차 득표수 | 1차 득표율   | 2차 득표수 | 2차 득표율   | 결과 | 당락 |
| ----------- | ------------------- | ---- | ---------- | ---------- | ------------ | ---------- | ------------ | ---- | ---- |
| 1999년 선거 | 인도네시아의 대통령 | 4대  | 민주항쟁당 | 45.30%     | 313표        |            |              | 2위  | 낙선 |
| 1999년 선거 | 인도네시아의 부통령 | 8대  | 민주항쟁당 | 58.24%     | 396표        |            |              | 1위  |      |
| 2004년 선거 | 인도네시아의 대통령 | 6대  | 민주항쟁당 | 26.61%     | 31,569,104표 | 39.38%     | 44,990,704표 | 2위  | 낙선 |
| 2009년 선거 | 인도네시아의 대통령 | 6대  | 민주항쟁당 | 26.79%     | 32,548,105표 |            |              | 2위  | 낙선 |